# تونکا بی (مینه‌سوتا)
تونکا بی، مینه‌سوتا (به انگلیسی: Tonka Bay, Minnesota) یک شهر در ایالات متحده آمریکا است که در شهرستان هنپین، مینه‌سوتا واقع شده‌است.

## خصوصیات
تونکا بی ۲٫۵۶ کیلومترمربع مساحت و ۱٬۴۷۵ نفر جمعیت دارد.